# تریومف دیتونا ۹۵۵
تریومف دیتونا ۹۵۵ (به انگلیسی: Triumph Daytona 955i) یک موتورسیکلت اسپرت که توسط کمپانی تریومف از سال ۱۹۹۷ تا ۲۰۰۶ تولید می‌شد. این موتورسیکلت از یک موتور سه‌سیلندر خطی ۹۵۵ سی‌سی (۵۸٫۳ مکعب مکعب) و رادیاتور بهره می‌برد. این موتورسیکلت در سال ۱۹۹۷ با نام دیتونا تی۵۹۵ عرضه شد و در سال ۱۹۹۹ به دیتونا ۹۵۵ تغییر نام داد.

## گالری تصاویر

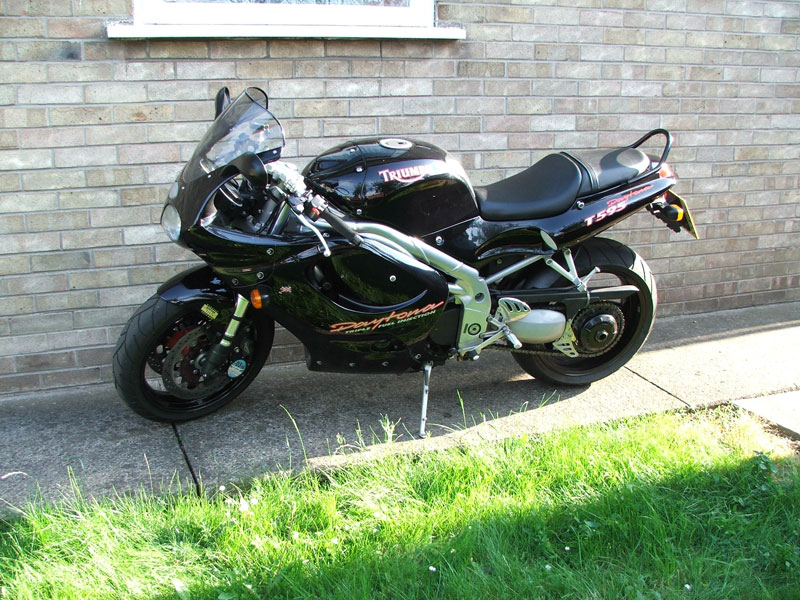
تریومف دیتونا تی۵۹۵

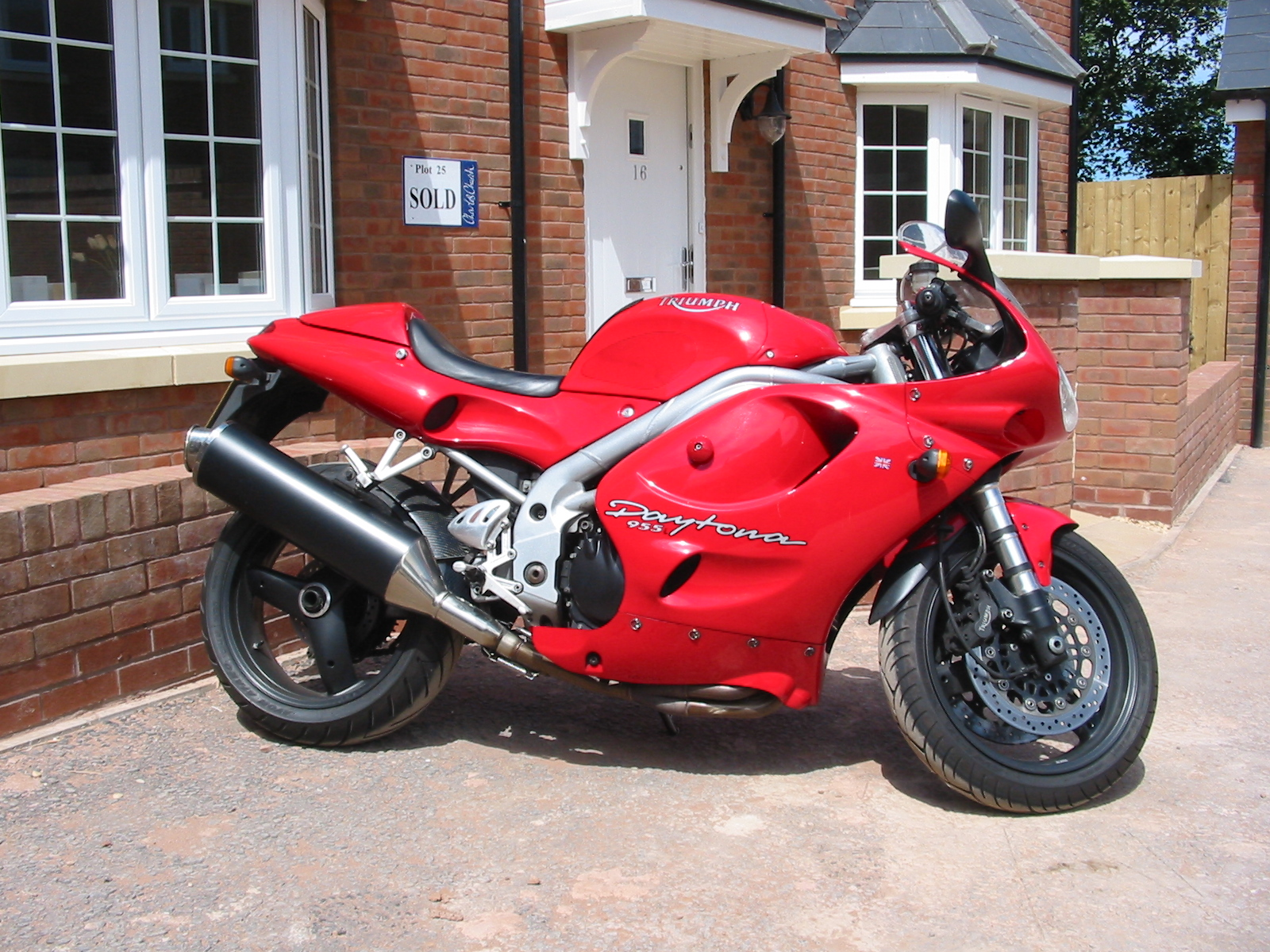
دیتونا ۹۵۵ مدل ۱۹۹۹

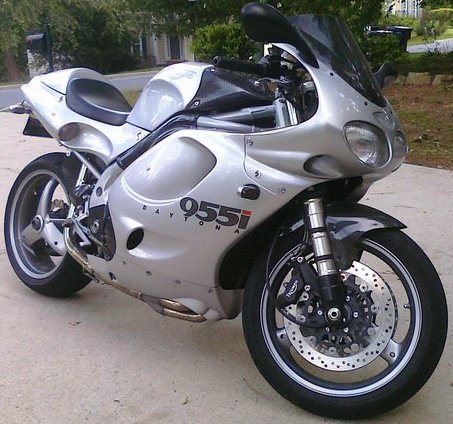
دیتونا ۹۵۵ مدل ۲۰۰۰

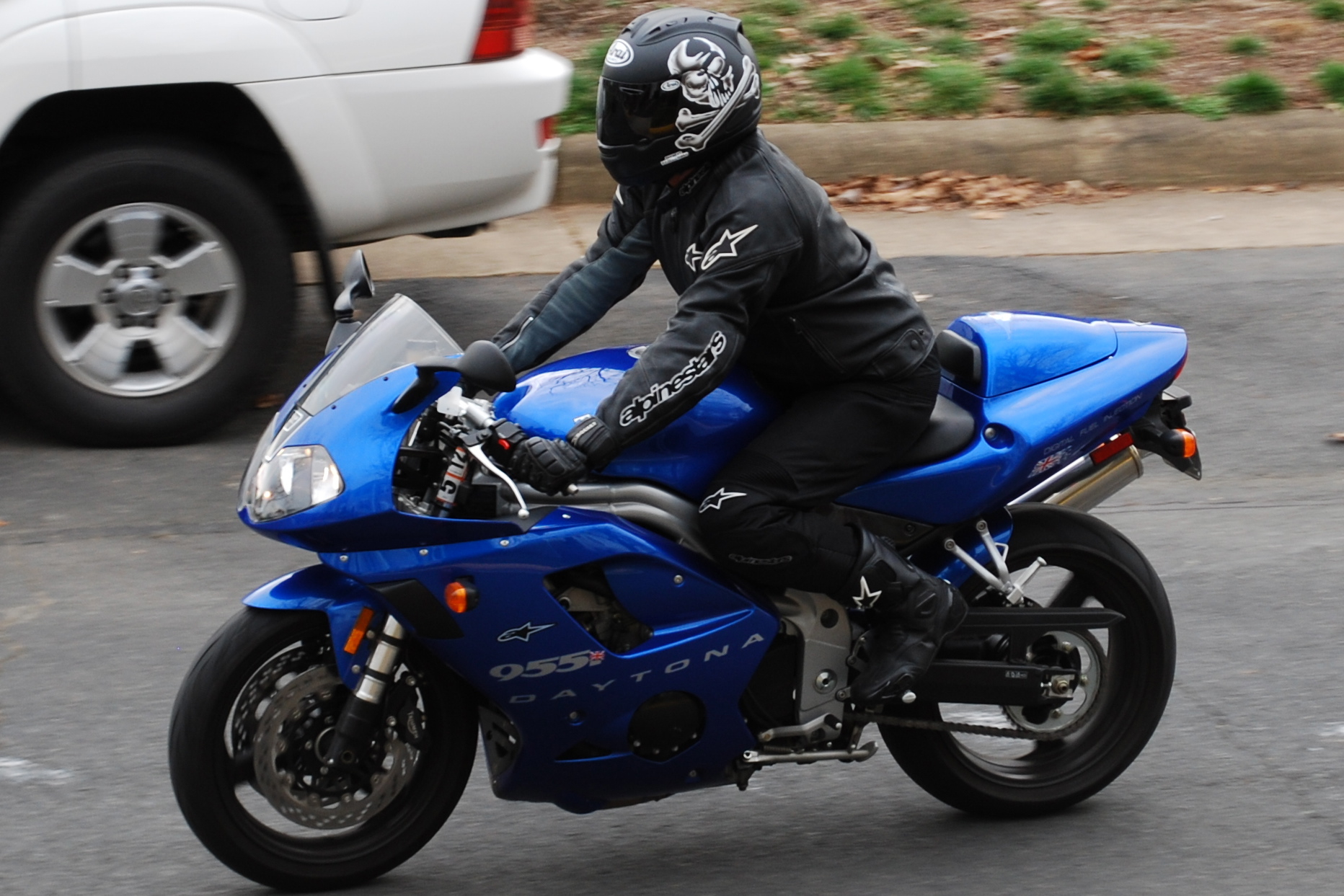
دیتونا ۹۵۵ مدل ۲۰۰۲

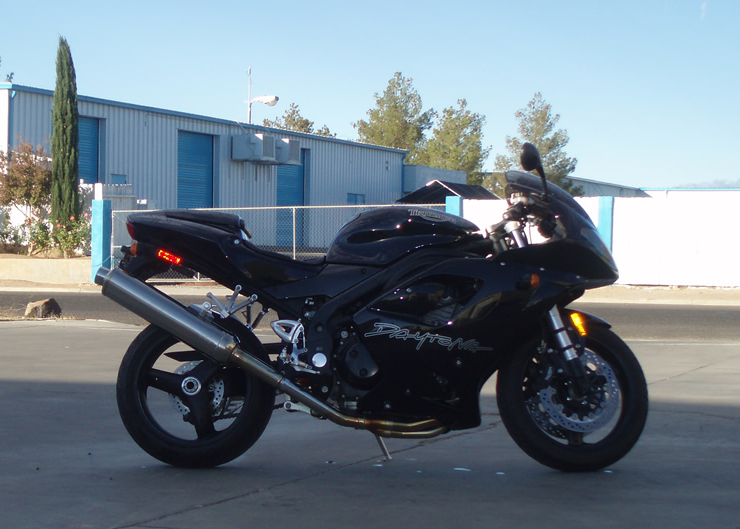
دیتونا ۹۵۵ مدل ۲۰۰۵